# KH-8
Keyhole 8 ou KH-8 (nom de code Gambit 3) est une série de satellites de reconnaissance optique américains dont 54 exemplaires ont été placés en orbite entre 1966 et 1984. Placés sur une orbite basse, ces satellites à la durée de vie relativement brève (14 à 122 jours selon les versions) réalisaient des images avec une résolution spatiale pouvant atteindre 15 cm. Ils renvoyaient sur Terre les films argentiques réalisés à l'aide d'une ou deux capsules de retour équipées d'un bouclier thermique et d'un parachute. Les KH-7 qui avaient pris la suite des KH-7/Gambit 1 ont été remplacés par la série des KH-11. 

## Caractéristiques techniques
Le satellite Keyhole 8 utilise un télescope de même diamètre que le KH-7 mais les caractéristiques de l'optique et du système de traitement de l'image lui permettent d'atteindre une résolution spatiale de 10 cm qui ne sera dépassée qu'en 1984.
Plusieurs versions du KH-5 se sont succédé : 
- Bloc 1 : version d'origine comportant une seule capsule de retour lancée à 22 exemplaires[1]
- Bloc 2 : version comportant deux capsules de retour lancée à 14 exemplaires entre 1969 et 1972[2]
- Bloc 3 :  version comportant un joint tournant permettant d'orienter la charge utile aux caractéristiques améliorées lancée à 11 exemplaires entre 1972 et 1976[3]
- Bloc 4 :  version comportant de nombreuses améliorations mineures ainsi que des panneaux solaires et lancée à 6 exemplaires entre 1977 et 1984[4]
- Dual mode :  version permettant d'utiliser deux types de film photographique et dont un seul exemplaires est lancé en 1982[5].

Schémas KH-8
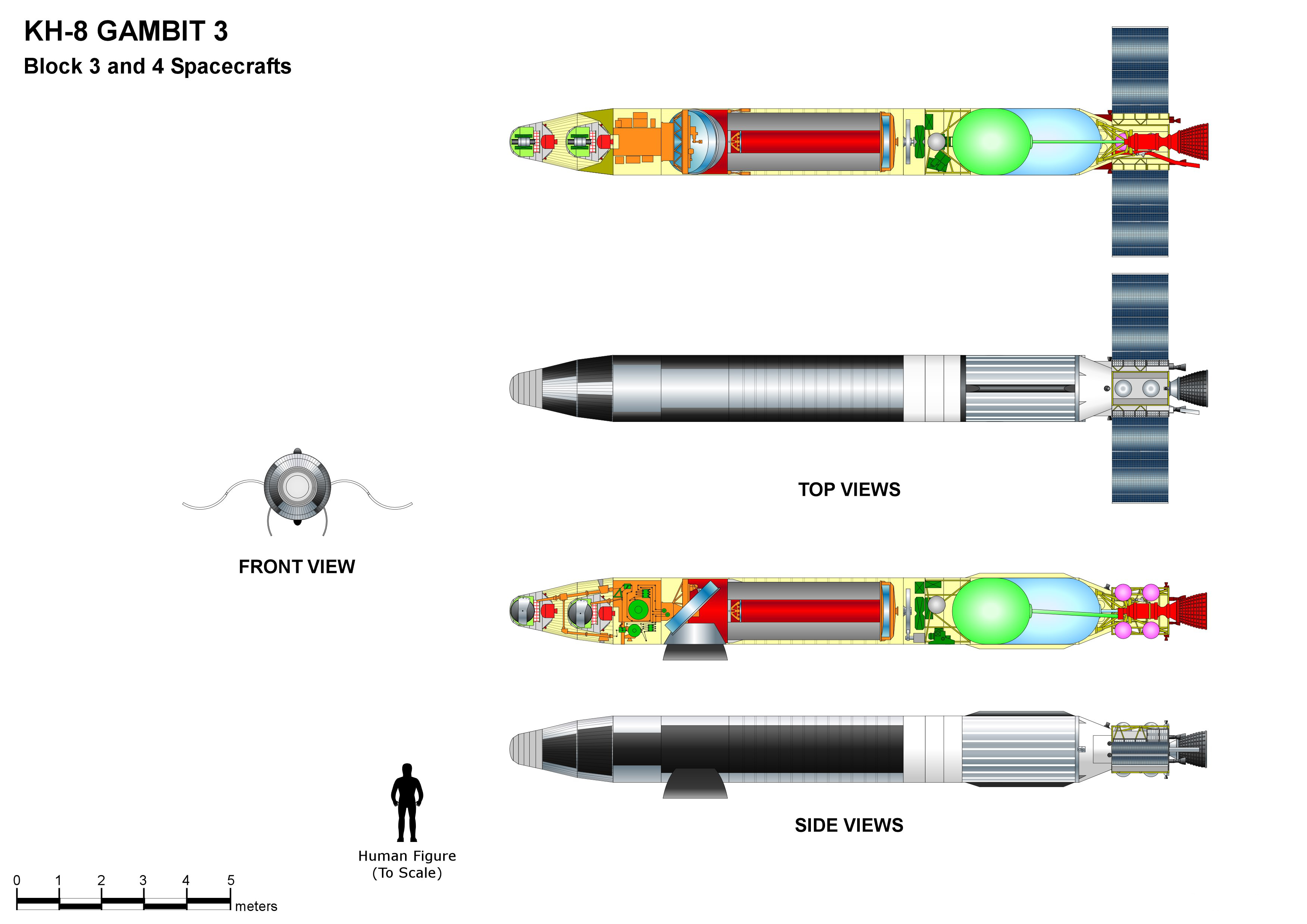
Schéma KH-8 bloc 3.
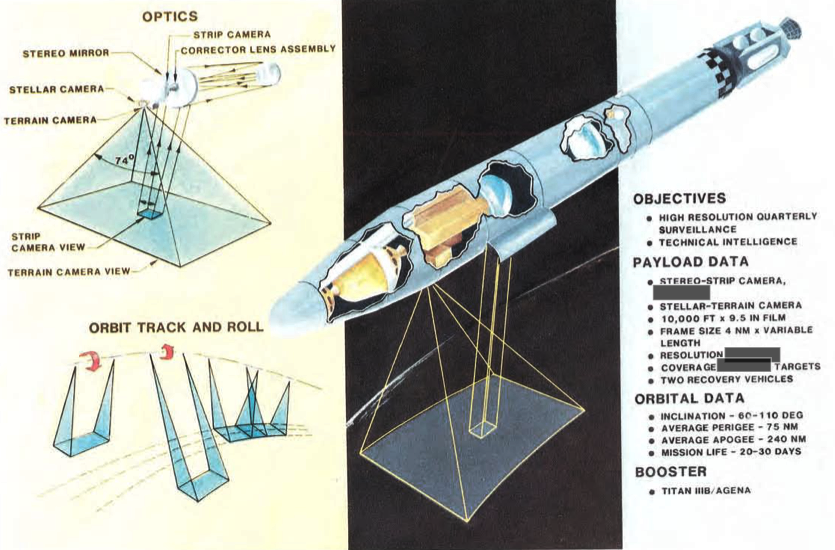
Modalités des prises de vue des KH-8
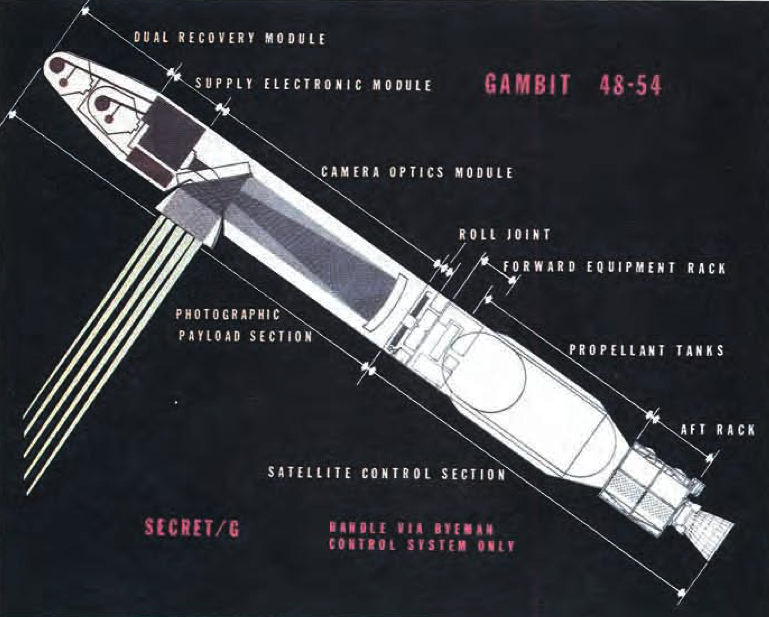
Les différents sous-ensembles du KH-8 bloc 4

## Déroulement de la mission

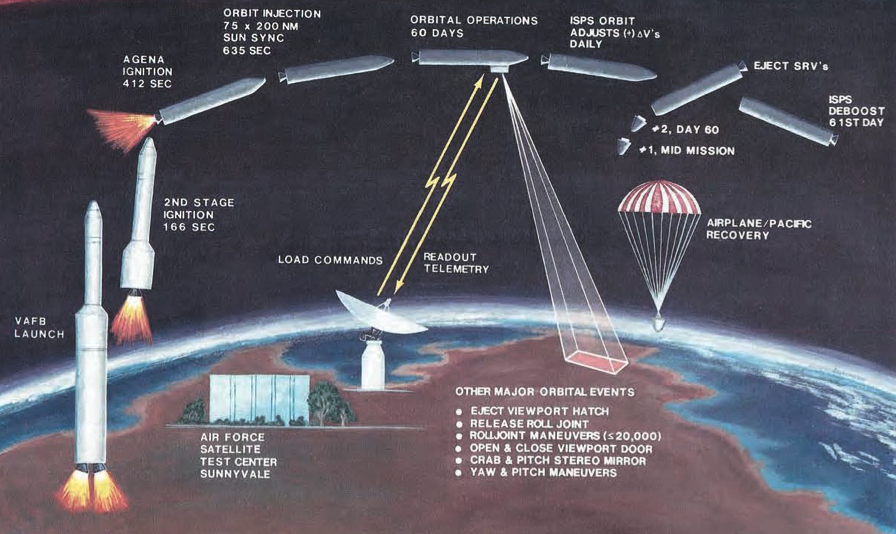
Schéma des différentes phases d'une mission du KH-8.

Après la prise de vue, les cartouches de films photographiques étaient éjectés vers la terre à bord d'une capsule munie d'un parachute.

## Historique des lancements

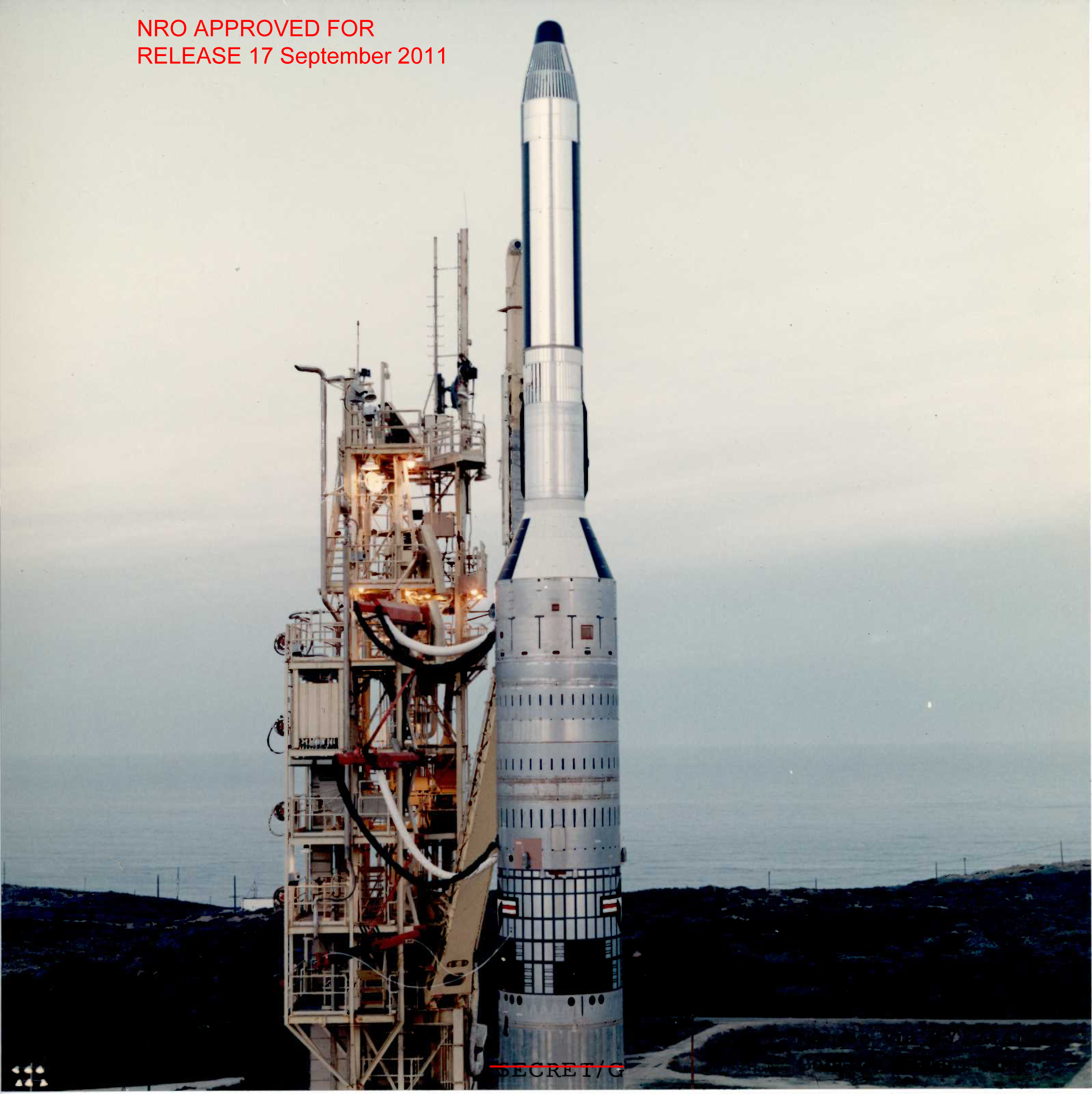
Satellite KH-8 peu avant son lancement placé au sommet de son lanceur Titan.

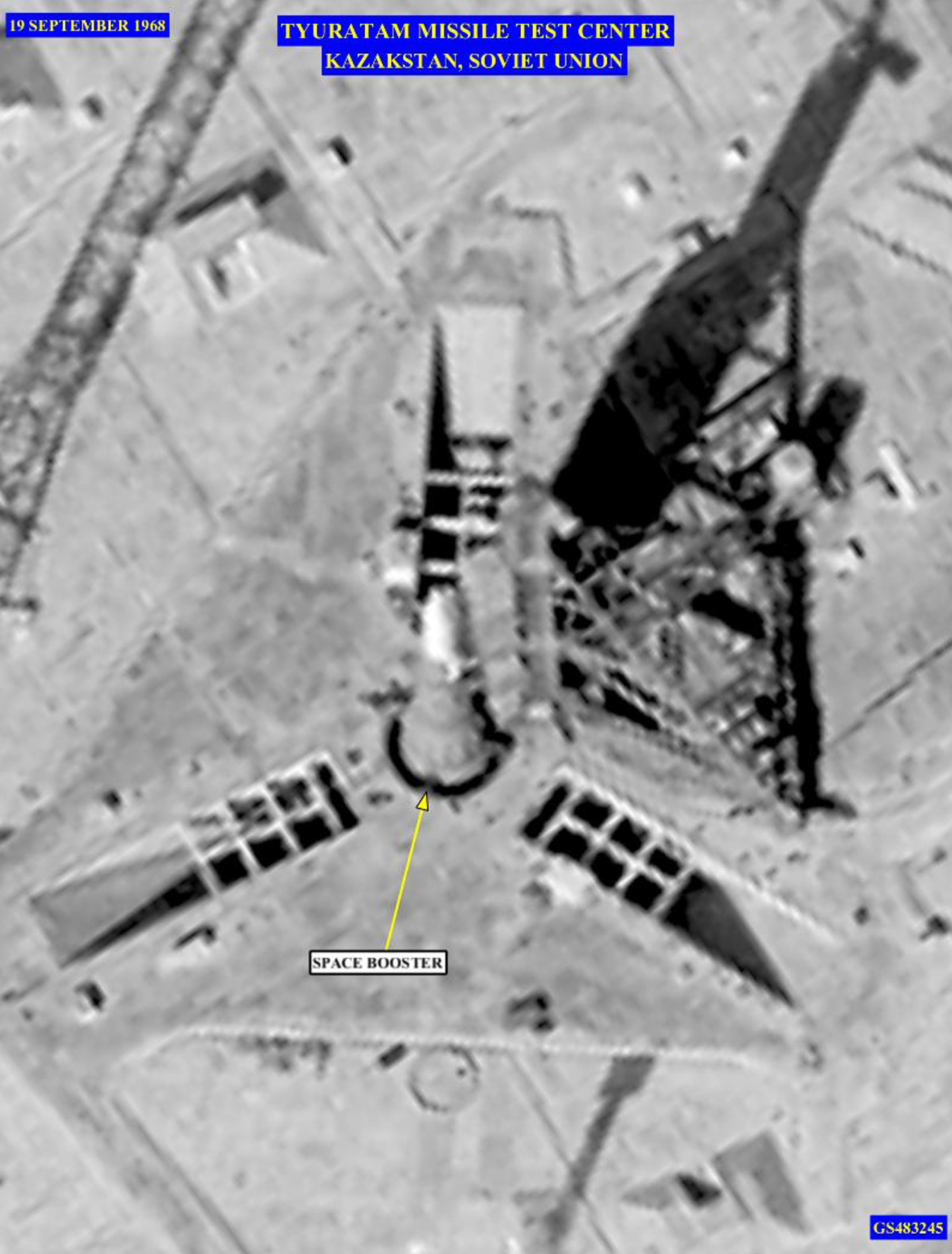
Photo de la fusée géante soviétique N1 sur son pas de tir prise en 1968 par un satellite KH-8.

Au total, 54 lancements furent effectués, tous depuis la Vandenberg Air Force Base et à bord de différentes variantes du lanceur Titan III. Les satellites furent construits par Lockheed.
| Nom    | Version   | Lancé le   | Autre désignation        | ID COSPAR           | Lanceur              | Remarque                                                                                              |
| ------ | --------- | ---------- | ------------------------ | ------------------- | -------------------- | --- |
| KH8-1  | Bloc 1    | 1966-07-29 | Gambit-3 4301, OPS 3014  | 1966-069A           | Titan-3B/Agena-D     | |
| KH8-2  | Bloc 1    | 1966-09-28 | Gambit-3 4302, OPS 4096  | 1966-086A           | Titan-3B/Agena-D     | |
| KH8-3  | Bloc 1    | 1966-12-14 | Gambit-3 4303, OPS 8968  | 1966-113A           | Titan-3B/Agena-D     | |
| KH8-4  | Bloc 1    | 1967-02-24 | Gambit-3 4304, OPS 4204  | 1967-016A           | Titan-3B/Agena-D     | |
| KH8-5  | Bloc 1    | 1967-04-26 | Gambit-3 4305, OPS 4243  | 1967-F04, 1967-003X | Titan-3B/Agena-D     | Échec du lancement                                                                                    |
| KH8-6  | Bloc 1    | 1967-06-20 | Gambit-3 4306, OPS 4282  | 1967-064A           | Titan-3B/Agena-D     | |
| KH8-7  | Bloc 1    | 1967-08-16 | Gambit-3 4307, OPS 4886  | 1967-079A           | Titan-3B/Agena-D     | |
| KH8-8  | Bloc 1    | 1967-09-19 | Gambit-3 4308, OPS 4941  | 1967-090A           | Titan-3B/Agena-D     | |
| KH8-9  | Bloc 1    | 1967-10-25 | Gambit-3 4309, OPS 4995  | 1967-103A           | Titan-3B/Agena-D     | |
| KH8-10 | Bloc 1    | 1967-12-05 | Gambit-3 4310, OPS 5000  | 1967-121A           | Titan-3B/Agena-D     | |
| KH8-11 | Bloc 1    | 1968-01-18 | Gambit-3 4311, OPS 5028  | 1968-005A           | Titan-3B/Agena-D     | Capsule de retour non récupérée à la suite de l'échec du déploiement du parachute                     |
| KH8-12 | Bloc 1    | 1968-03-13 | Gambit-3 4312, OPS 5057  | 1968-018A           | Titan-3B/Agena-D     | |
| KH8-13 | Bloc 1    | 1968-04-17 | Gambit-3 4313, OPS 5105  | 1968-031A           | Titan-3B/Agena-D     | |
| KH8-14 | Bloc 1    | 1968-06-05 | Gambit-3 4314, OPS 5138  | 1968-047A           | Titan-3B/Agena-D     | |
| KH8-15 | Bloc 1    | 1968-08-06 | Gambit-3 4315, OPS 5187  | 1968-064A           | Titan-3B/Agena-D     | |
| KH8-16 | Bloc 1    | 1968-09-10 | Gambit-3 4316, OPS 5247  | 1968-074A           | Titan-3B/Agena-D     | |
| KH8-17 | Bloc 1    | 1968-11-06 | Gambit-3 4317, OPS 5296  | 1968-099A           | Titan-3B/Agena-D     | |
| KH8-18 | Bloc 1    | 1968-12-04 | Gambit-3 4318, OPS 6518  | 1968-108A           | Titan-3B/Agena-D     | Placé sur une orbite trop haute du fait d'un fonctionnement erroné de l'étage Agena                   |
| KH8-19 | Bloc 1    | 1969-01-22 | Gambit-3 4319, OPS 7585  | 1969-007A           | Titan-3B/Agena-D     | Placé sur une orbite trop haute du fait d'un fonctionnement erroné de l'étage Agena                   |
| KH8-20 | Bloc 1    | 1969-03-04 | Gambit-3 4320, OPS 4248  | 1969-019A           | Titan-3B/Agena-D     | |
| KH8-21 | Bloc 1    | 1969-04-15 | Gambit-3 4321, OPS 5310  | 1969-039A           | Titan-3B/Agena-D     | |
| KH8-22 | Bloc 1    | 1969-06-03 | Gambit-3 4322, OPS 1077  | 1969-050A           | Titan-3B/Agena-D     | |
| KH8-23 | Bloc 2    | 1969-08-23 | Gambit-3 4323, OPS 7807  | 1969-074A           | Titan-3(23)B/Agena-D | |
| KH8-24 | Bloc 2    | 1969-10-24 | Gambit-3 4324, OPS 8455  | 1969-095A           | Titan-3(23)B/Agena-D | |
| KH8-25 | Bloc 2    | 1970-01-14 | Gambit-3 4325, OPS 6531  | 1970-002A           | Titan-3(23)B/Agena-D | Échec de la récupération de la seconde capsule de retour                                              |
| KH8-26 | Bloc 2    | 1970-04-15 | Gambit-3 4326, OPS 2863  | 1970-031A           | Titan-3(23)B/Agena-D | |
| KH8-27 | Bloc 2    | 1970-06-25 | Gambit-3 4327, OPS 6820  | 1970-048A           | Titan-3(23)B/Agena-D | Une défaillance du système de commande n'a pas permis la récupération de la seconde capsule de retour |
| KH8-28 | Bloc 2    | 1970-08-18 | Gambit-3 4328, OPS 7874  | 1970-061A           | Titan-3(23)B/Agena-D | |
| KH8-29 | Bloc 2    | 1970-10-23 | Gambit-3 4329, OPS 7568  | 1970-090A           | Titan-3(23)B/Agena-D | |
| KH8-30 | Bloc 2    | 1971-01-21 | Gambit-3 4330, OPS 7776  | 1971-005A           | Titan-3(23)B/Agena-D | |
| KH8-31 | Bloc 2    | 1971-04-22 | Gambit-3 4331, OPS 7899  | 1971-033A           | Titan-3(23)B/Agena-D | |
| KH8-32 | Bloc 2    | 1971-08-12 | Gambit-3 4332, OPS 8607  | 1971-070A           | Titan-3(24)B/Agena-D | |
| KH8-33 | Bloc 2    | 1971-10-23 | (Gambit-3 4333, OPS 7616 | 1971-092A           | Titan-3(24)B/Agena-D | |
| KH8-34 | Bloc 2    | 1972-03-17 | Gambit-3 4334, OPS 1678  | 1972-016A           | Titan-3(24)B/Agena-D | |
| KH8-35 | Bloc 2    | 1972-05-20 | Gambit-3 4335, OPS 6574  | 1972-F03            | Titan-3(24)B/Agena-D | Echec du lancement à la suite de la défaillance d'un système pneumatique du lanceur                   |
| KH8-36 | Bloc 2    | 1972-09-01 | Gambit-3 4336, OPS 8888  | 1972-068A           | Titan-3(24)B/Agena-D | |
| KH8-37 | Bloc 3    | 1972-12-21 | Gambit-3 4337, OPS 3978  | 1972-103A           | Titan-3(24)B/Agena-D | |
| KH8-38 | Bloc 3    | 1973-05-16 | Gambit-3 4338, OPS 2093  | 1973-028A           | Titan-3(24)B/Agena-D | |
| KH8-40 | Bloc 3    | 1973-09-27 | Gambit-3 4339, OPS 4018  | 1973-068A           | Titan-3(24)B/Agena-D | |
| KH8-39 | Bloc 3    | 1973-06-26 | Gambit-3 4340, OPS 6275  | 1973-F04            | Titan-3(24)B/Agena-D | Echec du lancement dû à une défaillance d'une valve de l'étage Agana.                                 |
| KH8-41 | Bloc 3    | 1974-02-13 | Gambit-3 4341, OPS 6889  | 1974-007A           | Titan-3(24)B/Agena-D | |
| KH8-42 | Bloc 3    | 1974-06-06 | Gambit-3 4342, OPS 1776  | 1974-042A           | Titan-3(24)B/Agena-D | |
| KH8-43 | Bloc 3    | 1974-08-14 | Gambit-3 4343, OPS 3004  | 1974-065A           | Titan-3(24)B/Agena-D | |
| KH8-44 | Bloc 3    | 1975-04-18 | Gambit-3 4344, OPS 4883  | 1975-032A           | Titan-3(24)B/Agena-D | |
| KH8-45 | Bloc 3    | 1975-10-09 | Gambit-3 4345, OPS 5499  | 1975-098A           | Titan-3(24)B/Agena-D | |
| KH8-46 | Bloc 3    | 1976-03-22 | Gambit-3 4346, OPS 7600  | 1976-027A           | Titan-3(24)B/Agena-D | |
| KH8-47 | Bloc 3    | 1976-09-15 | Gambit-3 4347, OPS 8533  | 1976-094A           | Titan-3(24)B/Agena-D | |
| KH8-48 | Bloc 4    | 1977-03-13 | Gambit-3 4348, OPS 4915  | 1977-019A           | Titan-3(24)B/Agena-D | |
| KH8-49 | Bloc 4    | 1977-09-23 | Gambit-3 4349, OPS 7471  | 1977-094A           | Titan-3(24)B/Agena-D | Emporte une charge utile secondaire STP S77-1 (NAVPAC 02)                                             |
| KH8-50 | Bloc 4    | 1979-05-28 | Gambit-3 4350, OPS 7164  | 1979-044A           | Titan-3(24)B/Agena-D | |
| KH8-51 | Bloc 4    | 1981-02-28 | OGambit-3 4351, OPS 1166 | 1981-019A           | Titan-3(24)B/Agena-D | |
| KH8-52 | Dual mode | 1982-01-21 | Gambit-3 4352, OPS 2849  | 1982-006A           | Titan-3(24)B/Agena-D | Première capsule de retour perdu, films de la seconde capsule récupérés dans un état dégradé.         |
| KH8-53 | Bloc 4    | 1983-04-15 | Gambit-3 4353, OPS 2925  | 1983-032A           | Titan-3(24)B/Agena-D | |
| KH8-54 | Bloc 4    | 1984-04-17 | Gambit-3 4354, OPS 8424  | 1984-039A           | Titan-3(24)B/Agena-D | |